# EDumbe
eDumbe es un municipio local sudafricano situado en el distrito de Zululand, en la provincia de KwaZulu-Natal.

## Superficie
eDumbe tiene una superficie de 1943 km².

## Demografía
En 2022, tenía 96 735 habitantes, una densidad poblacional de 49,79 hab./km², y 17 922 viviendas.